# Multiplication des forces
 (juillet 2025).

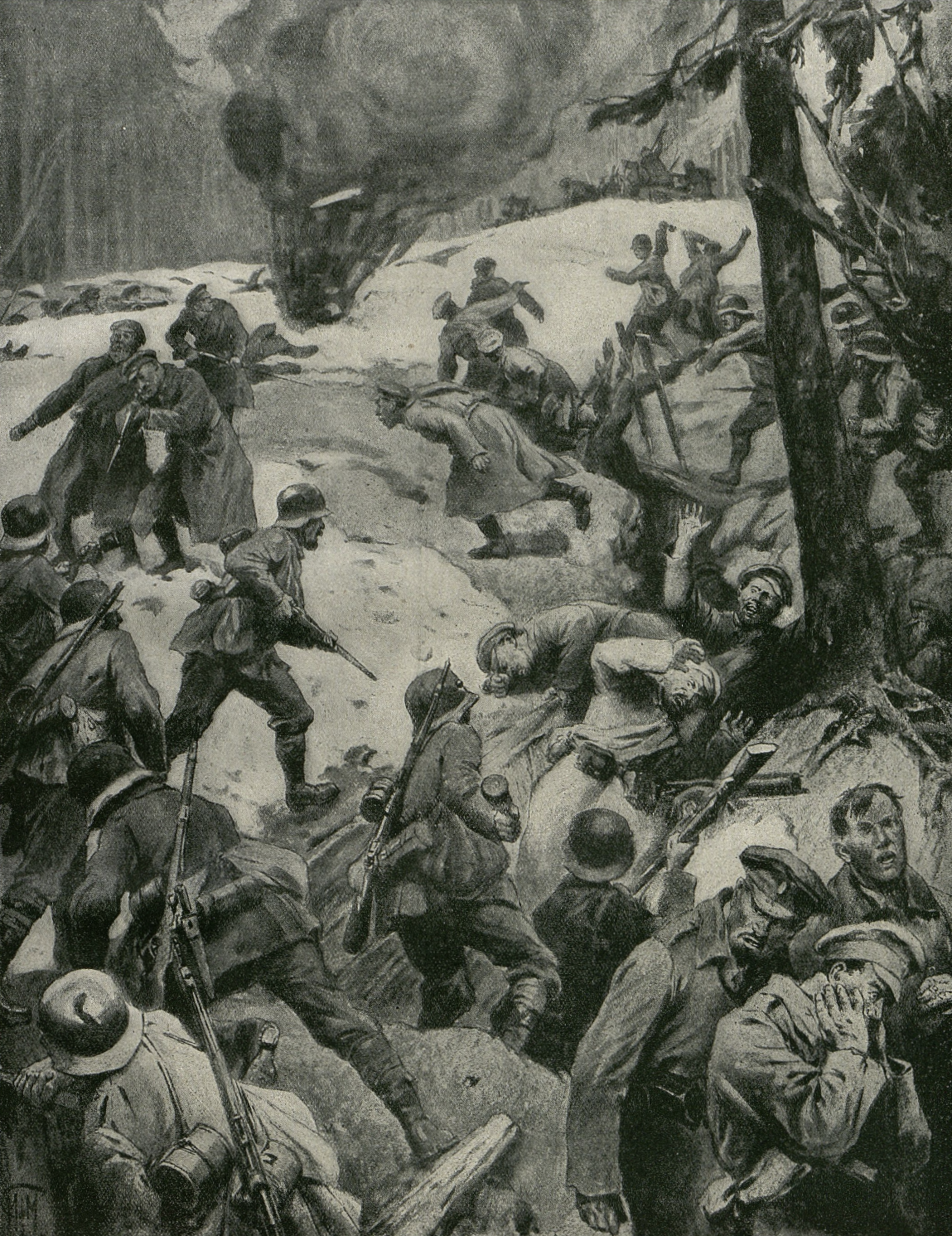
Les Sturmtruppen allemands pénètrent dans les positions et les abris russes sur le versant nord-est du Coman dans les Carpates, printemps 1917

En science militaire, la multiplication des forces, ou multiplicateur de force, est un facteur ou une combinaison de facteurs qui confère au personnel, aux armes (ou à tout autre matériel) la capacité d'accomplir de plus grandes prouesses que sans lui. L'augmentation de taille attendue nécessaire pour obtenir la même efficacité sans cet avantage est le facteur de multiplication. Par exemple, si une technologie comme le GPS permet à une force d'obtenir les mêmes résultats qu'une force cinq fois plus importante sans GPS, alors le multiplicateur est de cinq. Ces estimations servent à justifier l'investissement dans les multiplicateurs de force.

## Apport doctrinal
Durant la Première Guerre mondiale, les Allemands expérimentèrent ce qu'on appelait les « Sturmtruppen », consistant pour un petit groupe de soldats hautement entraînés à ouvrir un saillant permettant la pénétration de forces beaucoup plus importantes. Cette tactique ne connut qu'un succès limité : percer les premières lignes de défense, mais manqua de résistance pour briser complètement les forces adverses. La blitzkrieg de 1939, menée grâce à des forces terrestres mécanisées coordonnées et un appui aérien rapproché, fut bien plus efficace.
Vers la fin de la Seconde Guerre mondiale, l'armée allemande introduisit les formations de combat des Kampfgruppe, composées des unités disponibles. Bien que généralement composées d'unités de mauvaise qualité, elles se révélèrent souvent efficaces grâce à leur grande flexibilité et à leur adaptabilité. Les tactiques de mission, par opposition aux directives extrêmement précises qui ne laissent aucune marge de manœuvre au commandant subalterne, sont aujourd'hui largement utilisées par les armées modernes en raison de leur capacité à multiplier les forces. Issues des concepts allemands d'Auftragstaktik, ces tactiques peuvent se développer encore plus rapidement dans le concept de guerre centrée sur le réseau dans lequel les commandants subordonnés reçoivent des informations non seulement de leurs propres commandants mais également des unités adjacentes.
Un paradigme différent est né des théories de John Boyd : le « mix haut-bas », dans lequel un grand nombre d'avions moins coûteux, combinés à un petit nombre d'avions « supplémentaires » extrêmement performants, produisaient une force bien plus importante. Le concept d'action rapide de Boyd repose sur l'application répétée de la « boucle de Boyd », composée des étapes suivantes :
- Observer : utiliser les meilleurs capteurs et autres renseignements disponibles
- Orienter : mettre les nouvelles observations en contexte avec les anciennes
- Décider : sélectionner l'action suivante en fonction de l'observation combinée et des connaissances locales
- Agir : exécuter l'action sélectionnée, idéalement pendant que l'adversaire observe encore votre dernière action.

Le concept de Boyd, également connu sous le nom de boucle OODA, décrit le processus décisionnel qui, selon lui, s'applique aux affaires, au sport, aux forces de l'ordre et aux opérations militaires. La doctrine de Boyd est largement enseignée dans l'armée américaine, et l'un des objectifs de la guerre réseau-centrée est de « s'immiscer dans sa boucle OODA ». En d'autres termes, il faut passer de l'observation à l'action avant que l'ennemi ne dépasse le stade de l'orientation, l'empêchant ainsi de prendre une décision efficace ou de la mettre en œuvre. Le leadership des petites unités est essentiel à cet égard, et la capacité du NCW à diffuser l'information à leurs chefs permet de telles tactiques.
La guerre réseau-centrée peut fournir des informations supplémentaires et contribuer à prévenir les tirs amis, mais permet également des « tactiques d'essaimage » et la saisie d'opportunités par des forces subordonnées. Sean Edwards définit « un cas d'essaimage comme tout exemple historique où le schéma de manœuvre implique l'attaque convergente de cinq unités semi-autonomes (ou autonomes) (ou plus) contre une force ciblée en un lieu précis. « Convergente » implique une attaque depuis la plupart des points cardinaux.»
Une autre version de l'essaimage est évidente dans les formations d'attaque air-sol dans lesquelles les avions d'attaque n'approchent pas d'une seule direction, au même moment ou à la même altitude, mais planifient les attaques de manière à ce que chacune nécessite une itération OODA de type Boyd pour faire face à une nouvelle menace. Les unités d'entraînement de remplacement (UDR) étaient des « écoles de perfectionnement » pour les pilotes qui devaient connaître non seulement la solution de l'école, mais aussi les tactiques réellement utilisées au Vietnam. En ce qui concerne l'appui aérien rapproché, « Dans l'UDR, les nouveaux pilotes apprenaient les règles de la route pour travailler avec un contrôleur aérien avancé (Forward Air control ; FAC). Le plus difficile était de repérer le petit avion qui tournoyait au-dessus de la zone cible. Les chasseurs rapides utilisaient un équipement de radiogoniométrie pour se rapprocher suffisamment du FAC lent et bas jusqu'à ce qu'un membre de l'escadrille puisse l'observer – un signal d'alerte. Une fois le FAC en vue, il donnait aux chasseurs un briefing sur la cible : type de cible, altitude, cap d'attaque, position des alliés, tirs défensifs ennemis, meilleur cap de sortie en cas de tir ennemi, et autres données pertinentes. Habituellement, les chasseurs établissaient un cercle, appelé roue ou « roue de chariot », au-dessus du FAC et attendaient qu'il marque la cible. Une fois la cible marquée, le chef d'escadrille attaquait en premier. »

## Psychologie
Napoléon est célèbre pour sa citation : « Dans la guerre, la force morale est aussi importante que la force physique. »
L’ancien secrétaire d’État américain et chef d’état-major interarmées, Colin Powell, a déclaré : « L’optimisme perpétuel est un multiplicateur de force. ». Il est connu depuis longtemps que le moral, l’entraînement et le moral ont des effets disproportionnés sur le champ de bataille.
La guerre psychologique peut cibler le moral, les convictions politiques et les valeurs des soldats ennemis et de leurs partisans afin de les neutraliser efficacement lors d’un conflit.
La protection des sites du patrimoine culturel local et l’investissement dans les relations entre les civils locaux et les forces militaires peuvent être considérés comme des multiplicateurs de force, contribuant ainsi à la réalisation ou au maintien des objectifs militaires.

## Technologies
Les armes à distance qui atteignent leur cible sont plus efficaces que celles qui la ratent. C'est pourquoi les mousquets rayés pour l'infanterie et les télémètres pour l'artillerie sont devenus monnaie courante au XIXe siècle.
Deux nouvelles armes de la Première Guerre mondiale, les barbelés et la mitrailleuse, ont multiplié les forces défensives, conduisant à l'impasse de la guerre des tranchées.

### Porte-avions
Les porte-avions, comme l'USS Gerald R. Ford, peuvent transporter plus de 75 avions, avec carburant et munitions, pour toutes les missions nécessaires à un porte-avions, comme les missions air-air, air-marine et air-sol. Une fois déployés, les porte-avions constituent un puissant multiplicateur de force capable de renverser la situation en faveur de ceux qui les possèdent. Les porte-avions peuvent accueillir différents types d'avions pour différents usages, ce qui signifie que le multiplicateur de force peut varier en fonction de la mission à accomplir.

### Avions tankers
Les avions ravitailleurs aéroportés, comme le Boeing KC-135, constituent un multiplicateur de force considérable. Ils peuvent transporter du carburant, permettant aux bombardiers et aux chasseurs de décoller chargés d'armes supplémentaires plutôt que de réservoirs pleins. Ils augmentent également la portée et le temps de vol stationnaire à l'intérieur ou à proximité des zones cibles en déchargeant du carburant lorsque cela est nécessaire. Ils permettent également de déployer rapidement des chasseurs, des bombardiers, des SIGNET, des postes de commandement aéroportés et des avions cargo depuis les États-Unis vers les zones où ils sont nécessaires. Le multiplicateur de force d'un KC-135R peut varier de 1,5 à 6 lorsqu'il est utilisé à proximité de la zone cible.

### Bombardiers
À l'extrême, un avion furtif comme le bombardier stratégique Northrop Grumman B-2 Spirit peut attaquer une cible sans avoir recours aux nombreux chasseurs d'escorte, avions de guerre électronique, systèmes de suppression des défenses aériennes ennemies et autres avions de soutien qui seraient nécessaires si des bombardiers conventionnels étaient utilisés contre la même cible.
Les munitions à guidage de précision (MGP) offrent une multiplication considérable. Le pont de Thanh Hoa, au Nord-Vietnam, n'avait été que légèrement endommagé par environ 800 sorties d'avions armés de bombes conventionnelles non guidées, mais l'une de ses travées a été détruite par une mission de 12 avions, dont 8 transportaient des bombes à guidage laser. Deux missions ultérieures de petite envergure, toujours avec des bombes à guidage laser, ont achevé la destruction de cette cible. Les munitions à guidage de précision sont un exemple de ce que l'on a appelé la « Révolution dans les affaires militaires ». Pendant la Seconde Guerre mondiale, les bombardiers de nuit britanniques ne pouvaient atteindre, au mieux, qu'un quartier d'une ville.
Les PGM modernes placent généralement une bombe à 3 à 10 mètres de sa cible, et la plupart d'entre eux sont dotés d'une charge explosive suffisamment importante pour éliminer cette incertitude.

### Chasseurs intercepteurs
Les avions de chasse coordonnés par un avion de contrôle AWACS, leur permettant d'approcher des cibles sans être détectés par leur propre radar, et affectés à des cibles spécifiques afin d'éviter les doublons, sont bien plus efficaces qu'un nombre équivalent d'avions de chasse dépendant de leurs propres ressources pour l'acquisition des cibles.
Lors d'exercices entre les forces aériennes indiennes et américaines, les pilotes indiens ont eu l'occasion d'opérer sous contrôle AWACS et l'ont trouvé extrêmement efficace. L'Inde a commandé des avions AWACS, équipés de l'électronique israélienne Phalcon sur une cellule russe, et cet exercice s'inscrit dans le cadre de sa préparation. Les commentaires des officiers et des pilotes comprenaient : « C'était un véritable multiplicateur de force. Vous avez une vue lointaine.» « Nous pouvions repérer des cibles en approche, qu'il s'agisse d'avions ou de missiles, à près de 400 kilomètres de distance. Cela permet une coordination aérienne optimale. »

## Tromperie et ruse
La tromperie peut produire l'effet potentiel d'une force bien plus importante. Le Premier Groupe d'Armées des États-Unis (FUSAG), un fictif, fut présenté aux Allemands de la Seconde Guerre mondiale comme la principale force d'invasion de l'Europe. L'opération Bodyguard réussit à faire croire que le FUSAG devait débarquer au Pas-de-Calais, convainquant les Allemands que la véritable attaque en Normandie n'était qu'une feinte. Grâce à cette tromperie réussie, la force normande pénétra profondément, en partie parce que les Allemands conservaient des réserves stratégiques qu'ils estimaient nécessaires au Pas-de-Calais, contre une force inexistante. L'existence du FUSAG était suggérée par l'utilisation de véhicules leurres que les Alliés autorisaient à photographier, par un trafic radio fictif généré par un petit nombre de spécialistes et par le système Double Cross. Double Cross consistait à transformer tous les espions allemands survivants au Royaume-Uni en agents doubles, lesquels renvoyaient des rapports convaincants, compatibles avec les programmes de tromperie menés par la London Controlling Section.